# 翘鳞蛤
翘鳞蛤（学名：Irus irus），又名寬葉百合簾蛤，是帘蛤目帘蛤科綴錦蛤亞科翹鱗蛤屬的一种。

## 分佈
主要分布于韩国及中国大陆的東海和南海沿岸（山東青島，浙江南麂，福建廈門、東山、平潭，廣東沿岸、香港，海南三亞），常栖息在潮间带泥质岩中或珊瑚礁块、营钻穴生活。